# 内田村 (熊本県鹿本郡)
内田村（うちだむら）は、熊本県の北部、鹿本郡にかつてあった村である。

## 歴史
- 1889年4月1日 - 町村制が施行。山鹿郡上内田村、矢谷村、相良村、山内村が合併して発足。
- 1896年4月1日 - 山鹿郡と山本郡が合併して鹿本郡となる。
- 1955年4月1日 - 六郷村、城北村と合併し菊鹿村となる。

## 学校
- 内田村立内田小学校